# Nie licząc psa
Nie licząc psa (tytuł oryg. To Say Nothing of the Dog) – utrzymana w humorystycznej konwencji powieść science fiction amerykańskiej pisarki Connie Willis, wydana w 1997 roku. Otrzymała w 1999 roku nagrodę Hugo dla najlepszej powieści i nagrodę Locusa dla najlepszej powieści s-f, a także oraz Nagrodę im. Kurda Lasswitza w 2002; była także nominowana do nagrody Nebula w 1998 roku.

## Fabuła
Akcja powieści toczy się dwutorowo: w Anglii drugiej połowy XXI wieku, kiedy to możliwe jest podróżowanie w czasie oraz w czasach wiktoriańskich, do których wysyłani są specjaliści-historycy, mogący w ten sposób osobiście zbadać realia interesującej ich epoki. Ten sam świat autorka opisała również w powieści Księdze Sądu Ostatecznego, gdzie bohaterka trafia do średniowiecznej Anglii w epoce Czarnej śmierci oraz w dylogii powieściowej Blackout/All Clear i noweli Praktyka dyplomowa, które rozgrywają się w czasach II wojny światowej.
Główny problem to konieczność odnalezienia pewnego elementu wyposażenia katedry w Coventry, która – dzięki fundacji bogatej Amerykanki – jest w XXI wieku rekonstruowana w Oksfordzie.
Tytuł książki nawiązuje do powieści Jerome’a K. Jerome’a Trzech panów w łódce (nie licząc psa). Nawiązanie nie jest przypadkowe – znaczna część akcji powieści przebiega w epoce wiktoriańskiej, nad Tamizą, zaś narrator (pierwszoosobowy) dostrzega łódkę z 3 panami i psem. Sposób napisania Nie licząc psa, zabawnej komedii omyłek, jest też inspirowany twórczością P.G. Wodehouse’a (postać kamerdynera wzorowana na Jeevesie).